# Partherreich

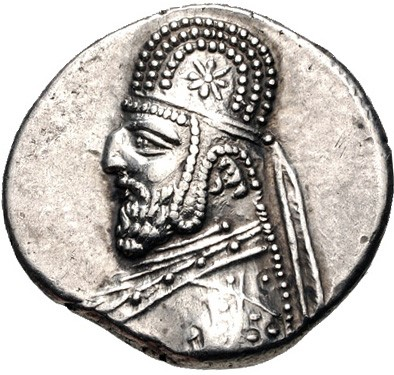
Münze von Mithridates III.

Das Partherreich (240 v. Chr. bis 224/226 n. Chr.) war die dominierende, von den Arsakiden beherrschte Macht des ersten vorchristlichen sowie des ersten und zweiten nachchristlichen Jahrhunderts im Iranischen Hochland und Mesopotamien. Die Parther (altpersisch Parθava, lateinisch Parthi) waren ein iranisches Volk, das ab etwa 240 v. Chr. im heutigen Iran ein Reich aufbaute, das zur Zeit der größten Ausdehnung auch große Teile Mesopotamiens, des südwestlichen Mittelasiens und einiger angrenzender Gebiete, einschließlich einiger griechischer Poleis, umfasste. Mitunter wird dieses Imperium nach dem Namen der regierenden Dynastie auch als Arsakidenreich bezeichnet, um auszudrücken, dass die Bevölkerung keineswegs nur aus Parthern bestand.
In den Partherkriegen gegen Rom konnte sich Parthien insgesamt behaupten, wobei ein Hauptstreitpunkt zwischen beiden Reichen Armenien war. Das Reich endete mit der Machtübernahme der Sassaniden unter Ardaschir I. in Iran, welche die Arsakiden im frühen 3. Jahrhundert n. Chr. in einem Bürgerkrieg besiegten. Allerdings spielten parthische Adelsgeschlechter auch unter den Sassaniden weiterhin eine wichtige Rolle, und in Armenien konnten die Arsakiden sich noch bis ins 5. Jahrhundert behaupten.

## Geschichte des Partherreiches

### Ursprünge

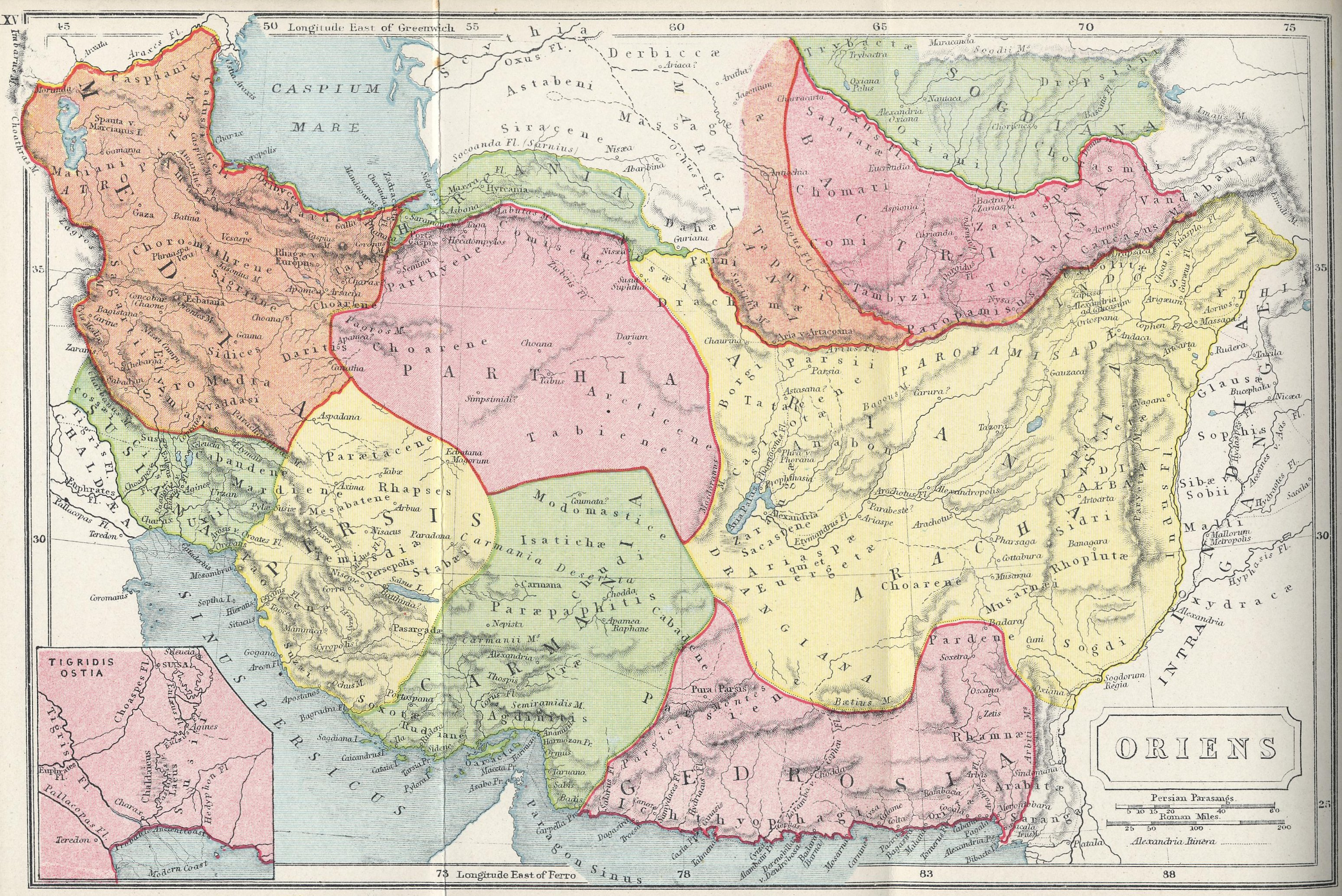
Iran und angrenzende Gebiete im Altertum

Die Parther waren wahrscheinlich ursprünglich ein Teilstamm der Skythen mit dem Namen Parner (Parni), der an der Südostecke des Kaspischen Meeres ansässig war. Als sie in die Satrapie Parthia einwanderten, nahmen sie den davon abgeleiteten Namen Parther an. Zwischen 250 v. Chr. und 238 v. Chr. eroberten die Parther unter ihrem Anführer Arsakes I. einen Teil der iranischen Gebiete des Seleukidenreichs und knüpften so wenigstens indirekt an das Achämenidenreich an – wenngleich die Quellenlage insgesamt recht dünn ist, so auch für die Frühzeit des Reiches.
Das von den Parthern eroberte Gebiet war überwiegend nur recht oberflächlich hellenisiert worden. Dennoch gab es Regionen, in denen ein starker griechischer Einfluss bemerkbar war, vor allem in einigen Städten (Poleis). Die Parther übernahmen bald die griechische Münzprägung, und Griechisch war lange Zeit eine der Verwaltungssprachen. Überhaupt verbanden sich im Partherreich vielfach iranische und griechisch-seleukidische Traditionen. Den letzten erfolgversprechenden Versuch der Seleukiden, ihre verlorenen Gebiete zurückzuerobern, stellte die so genannte Anabasis des Seleukidenkönigs Antiochos III. dar (209–206 v. Chr.); die Parther mussten vorübergehend erneut die seleukidische Oberherrschaft akzeptieren, doch wandte sich Antiochos anschließend dem Westen zu, so dass die Parther nach seiner Niederlage gegen Rom (188 v. Chr.) bald schon wieder ihre Expansionspolitik aufnehmen konnten. Im Osten mussten sich die Parther des Graeco-Baktrischen Reichs erwehren, jedoch zeigte dieses bald schon Auflösungserscheinungen – letztlich aufgrund des Einbruchs von Steppenvölkern aus Mittelasien, die eine ständige Bedrohung darstellten; auch die Parther sollten später an dieser Grenze in teils schwere Abwehrkämpfe verwickelt werden.

### Expansion und Abwehrkampf

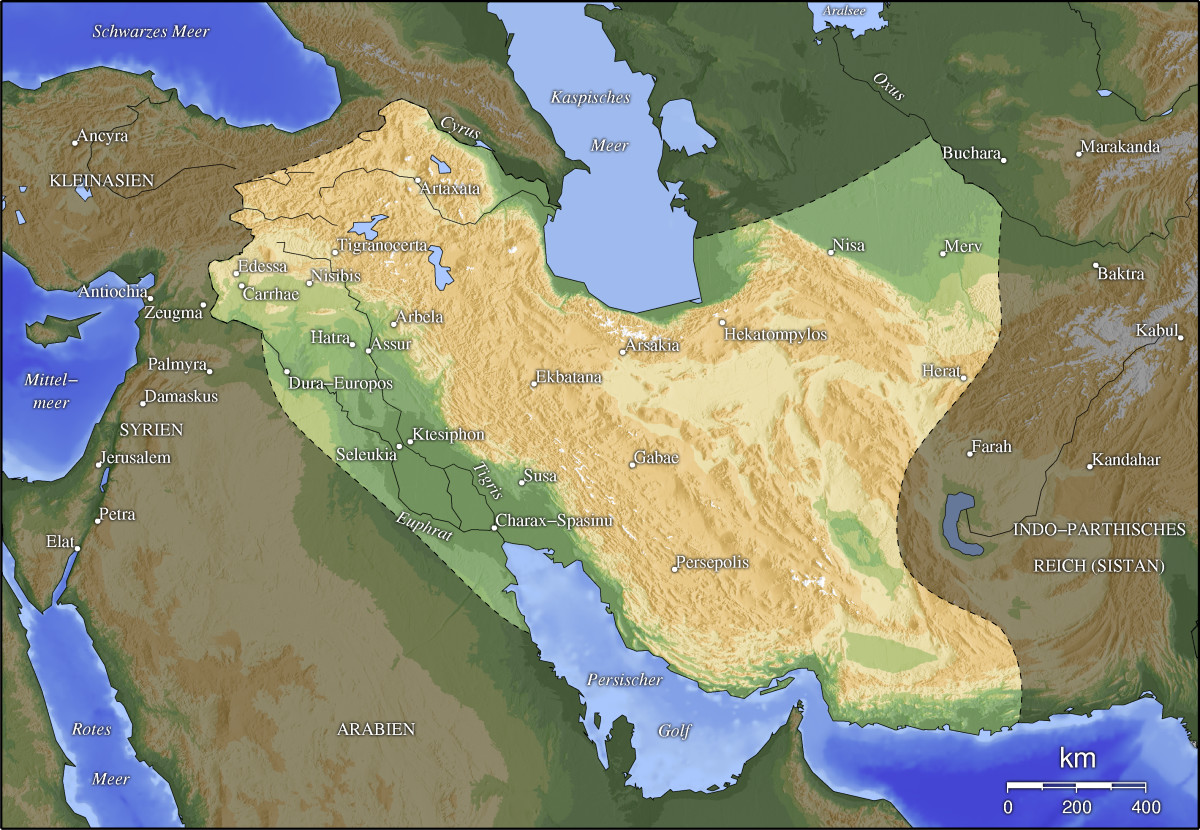
Ungefähre Ausdehnung des Partherreichs

Unter Mithridates I. fügten die Parther 141 v. Chr. auch Mesopotamien ihrem Reich hinzu, das den Seleukiden schließlich, nachdem Antiochos VII. den Parthern noch einmal mit kurzzeitigem Erfolg hatte entgegentreten können, im Jahr 129 v. Chr. dauerhaft verloren ging. Dies war ein entscheidender Schritt, denn das reiche Land zwischen Euphrat und Tigris stattete vor allem die Krone mit erheblichen Machtmitteln aus. Ktesiphon, unmittelbar neben Seleukeia am Tigris gelegen, wurde arsakidische Hauptresidenz. Mithridates nahm als erster Arsakide den Titel šāhān šāh („König der Könige“ bzw. „Großkönig“) an. Unter dem erfolgreichen Partherkönig Mithridates II. wurde 115 v. Chr. die Seidenstraße „eröffnet“: Eine Delegation des chinesischen Kaisers Han Wudi machte ihre Aufwartung. Wenig ist zu Ereignissen im Osten des Reiches bekannt; hier drangen die Yuezhi, ein Nomadenvolk, ein, die das Griechisch-Baktrische Königreich vernichteten und offensichtlich auch eine ernste Gefahr für das Partherreich darstellten. Zwei Könige, Phraates II. und Artabanos I., verloren in dortigen Kämpfen ihr Leben. Zahlreiche mächtige Festungen (z. B. Durnali oder Chilburj) an der Nordostgrenze belegen das Bemühen, diese Region zu sichern.
Bald nach dem ersten Zusammentreffen mit den Römern zu Beginn des 1. Jahrhunderts v. Chr. unter Sulla (siehe hier) und endgültig, als 64/63 v. Chr. die Reste des Seleukidenreichs zur römischen Provinz Syria umgewandelt wurden, wurde das Partherreich zum Rivalen Roms um die Macht im Osten, wobei es nicht zuletzt um Handelsinteressen ging. Zahlreiche militärische Auseinandersetzungen kennzeichneten fortan das Verhältnis der beiden Staaten, wobei die Parther zumeist die Angegriffenen waren. Am bekanntesten ist die römische Niederlage in der Schlacht bei Carrhae 53 v. Chr., in der etwa 20.000 römische Soldaten ihr Leben verloren und 10.000 in parthische Gefangenschaft gerieten; weitere circa 10.000 Mann erreichten nur mit Mühe Syrien. Anlass dieser Schlacht war der Bruch der 69 v. Chr. geschlossenen Verträge, die den Euphrat als Grenzfluss festgelegt hatten, durch Crassus, den römischen Statthalter Syriens. Crassus selbst kam bei diesem Feldzug ums Leben, außerdem verlor seine Armee ihre Legionsadler, was für Rom eine Demütigung darstellte. 40/39 v. Chr. drangen dann die Parther gemeinsam mit dem römischen General und Republikaner Quintus Labienus in Syrien und Kleinasien ein, um die römischen Bürgerkriege auszunutzen, konnten aber bald darauf vertrieben werden. Der Partherfeldzug des Marcus Antonius im Jahr 36 v. Chr. scheiterte: Das unwirtliche Klima in den armenischen Bergen und die steten Angriffe seitens der Parther dezimierten die Streitkräfte des Antonius stark. Dies wird in der modernen Forschung als ein möglicher Faktor für die spätere Niederlage des Antonius gegen Octavian/Augustus angesehen.
Ereignisse im Osten des Reiches sind weiterhin nur in sehr groben Umrissen zu erkennen. Im ersten Jahrhundert entstand unter Gondophares (etwa 20–50 n. Chr.) im heutigen Sistan und Pakistan das Indo-Parthische Königreich. Gondophares mag ein Partherfürst gewesen sein, der sich unabhängig machte.

Münze von Vonones I. Die Rückseite zeigt eine Nike; Beischrift der Vorderseite: König Vonones. Die Münze ist in Ekbatana geprägt worden und zeigt einen Stil, der sich schon von griechischen Vorbildern entfernt hat.

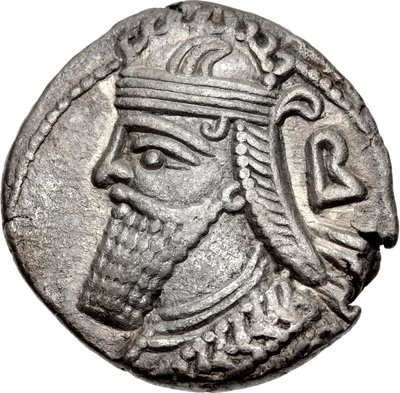
Vologases IV.

Unter Augustus erkannten 20 v. Chr. die Römer den Euphrat mit der Stadt Dura Europos erneut als Grenze an; die Parther gaben den Römern die erbeuteten Feldzeichen zurück, was die augusteische Propaganda ausgiebig feierte und als Triumph überhöhte. Weitere Partherkriege fanden unter den Kaisern Nero (in Bezug auf Armenien: 54–63; der Konflikt hatte sich bereits unter Claudius abgezeichnet), Trajan (siegreicher Partherfeldzug 114–117), Mark Aurel bzw. Lucius Verus (161–166), Septimius Severus (195 und 197/198) und Caracalla (216–18; der Krieg wurde erst nach seinem Tod unter Macrinus beendet) statt. Dabei scheinen die Parther lediglich 161 überraschend angegriffen zu haben – und selbst dies ist in der Forschung jüngst bezweifelt worden, da es Hinweise darauf gibt, dass die Römer bereits seit 158 starke Truppenverbände in den Orient verlegt hatten und die Arsakiden möglicherweise nur einem römischen Angriff zuvorkommen wollten.
Besonders der Partherkrieg Trajans war offenbar auf Eroberung größerer Teile des Partherreiches angelegt gewesen, was freilich keinen Erfolg hatte, da die Kapazitäten Roms bereits an ihre Grenzen stießen. Als die anfangs überrumpelten Arsakiden zum Gegenangriff übergingen, musste sich Trajan zurückziehen. Sein Nachfolger Hadrian gab denn auch folgerichtig den Großteil der Eroberungen wieder auf und bemühte sich um eine Normalisierung der Beziehungen zum Partherreich, dessen Herrscher die Römer nun offenbar den Titel rex regum („König der Könige“) zugestanden. Die letzte römisch-parthische Auseinandersetzung endete 218 mit einem arsakidischen Erfolg; Kaiser Macrinus musste den Frieden nach einer verlorenen Schlacht mit hohen Zahlungen erkaufen.
Bei diesen Partherkriegen zeigte sich oft dasselbe Schema: Falls die Offensive (wie vermutlich 161) von den Arsakiden ausging, folgte einem parthischen Vorstoß, teils bis tief nach Syrien und Armenien hinein, nach Zusammenziehung entsprechend schlagkräftiger Verstärkungen (vexillationes) eine römische Gegenoffensive in Armenien und Mesopotamien. Auch wenn die Aggression von Rom ausging (wie 113, 197 oder 217), zielte man auf diese Gebiete. Diese römischen Vorstöße waren zunächst meist erfolgreich, und die Hauptstadt Ktesiphon wurde mehrfach geplündert (in parthischer Zeit dreimal: 116, 165 und Ende 197/Anfang 198). Doch gelang es den Römern nie, die Eroberungen auch zu behaupten, ein baldiger Rückzug stellte die Ausgangssituation wieder her. Griffen die Römer an, konnten die Parther oft erst nach einer Weile zurückschlagen, da sie über kein stehendes Heer verfügten und erst Adelsaufgebote im iranischen Hochland zusammenziehen mussten. Dabei erwies es sich, dass sich das Partherreich, obwohl es im Inneren oft von Bürgerkriegen heimgesucht wurde, gegen Invasoren doch recht erfolgreich zur Wehr setzen konnte, womöglich gerade aufgrund des dezentralen Aufbaus des Reiches (siehe unten).
Die Euphratgrenze erwies sich angesichts der zahlreichen Kriege als erstaunlich dauerhaft und bestand bis zum Ende des Partherreiches im Wesentlichen unverändert fort – allerdings fügte Septimius Severus Gebiete in Nordmesopotamien, die wohl bereits seit Lucius Verus unter römischem Einfluss standen, als Provinzen dem Römischen Reich hinzu. In den folgenden vier Jahrhunderten strebten die Arsakiden und ihre Nachfolger, die Sassaniden, immer wieder nach der Wiederherstellung der Euphratgrenze. Im Norden waren die Verhältnisse noch instabiler: Obwohl es unter Nero im Jahre 63 zu einem Kompromiss in Hinblick auf Armenien gekommen war (den armenischen König bestimmten die Parther, formal eingesetzt wurde er aber vom Kaiser), blieb das Land noch über Jahrhunderte umstritten; dies sollte sich auch später unter den Sassaniden nicht ändern, da das Land von großer strategischer Bedeutung war.

### Niedergang und Ende

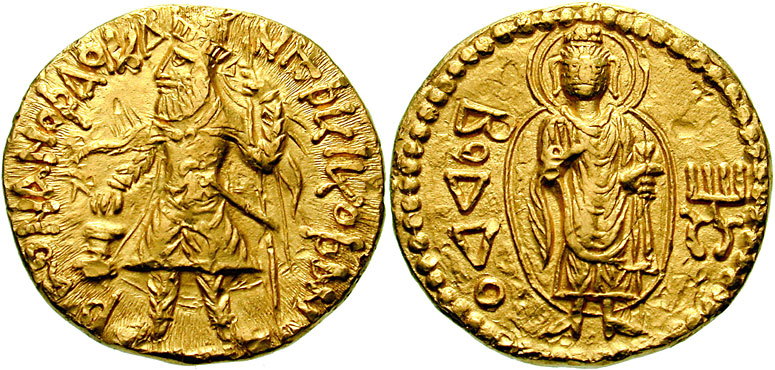
Münze des Kuschan-Königs Kanishka

Im 1. und 2. Jahrhundert n. Chr. wurde das Partherreich durch mehrere Bürgerkriege erschüttert. Auch im Kampf mit dem alten Rivalen Rom musste das Reich Niederlagen hinnehmen, konnte sich im von Kaiser Caracalla losgetretenen Krieg mit dem westlichen Nachbarn 218 aber letztendlich erfolgreich behaupten und erhielt von Rom hohe Entschädigungen. Doch auch die Abwehrkämpfe gegen die Steppenvölker (Saken, Kuschana) an der Nordostgrenze stellten eine ständige Belastung für das Reich dar, dessen König nur über relativ geringe Einnahmemöglichkeiten – wie etwa Zölle – verfügte.
In der Persis begann zu Beginn des 3. Jahrhunderts n. Chr. eine Revolte unter dem lokalen Kleinkönig Ardaschir I., Sohn des Papak, der seit etwa 213 Feldzüge in die benachbarten Regionen unternahm. Dabei profitierte er von einem jahrelangen Bruderkrieg zwischen zwei Arsakiden. Ardaschir konnte schließlich 224 den parthischen König Artabanos IV. (nach älterer Zählung Artabanos V.) in einer Schlacht besiegen und töten. Er selbst wurde 226, nach der Eroberung von Ktesiphon, wo sich ein anderer Arsakide noch zwei Jahre hatte halten können, zum König der Könige gekrönt. Er begründete so die Dynastie der Sassaniden, deren Neupersisches Reich bis ins 7. Jahrhundert fortbestand und erst im Zuge der islamischen Expansion am Ende der Spätantike unterging. Dabei ergaben sich zahlreiche Kontinuitäten in Bezug auf Staatsaufbau und Gesellschaft, und viele parthische Adelsgeschlechter konnten sich mit den Sassaniden arrangieren und auf diese Weise Macht und Einfluss sichern. Offenbar konnten sie ihre „parthische“ Identität mitsamt ihrer Sprache bis ins Mittelalter hinein bewahren. Die neuere Forschung versteht die Begründung des Sassanidenreiches also eher als Dynastiewechsel. In Armenien konnten sich die armenischen Arsakiden noch etwa 200 Jahre lang (bis 428) auf dem Thron halten, bevor die Sassaniden den größten Teil des Landes ihrer direkten Herrschaft unterstellten (sogenanntes Persarmenien).

Das Imperium Romanum 117 n. Chr. unter der Regentschaft des Kaisers Trajan (114–117) mit dem Partherreich im Osten.

Das Partherreich war kulturell fruchtbar und stellte, wie anschließend das Sassanidenreich, das Bindeglied zwischen der griechisch-römischen Welt, Mittelasien und China dar – auch wenn viele Details aufgrund der schlechten Überlieferungslage unklar bleiben.

## Militärwesen und staatlicher Aufbau
Die militärische Macht der Parther lag im massiven Einsatz berittener Bogenschützen (siehe auch Parthisches Manöver) und in ihrer schweren Kavallerie, den Kataphraktoi und Klibanophoroi, begründet. Allerdings sind keine detaillierten Berichte über das parthische Militärwesen erhalten. Bei Carrhae sollen 10.000 Reiter auf parthischer Seite gekämpft haben (hinzu kamen zahlreiche Fußsoldaten). Gegen Marcus Antonius sollen gar 50.000 Reiter gekämpft haben, was womöglich die Maximalstärke darstellte.
Innenpolitisch war das Partherreich ein Feudalstaat, in dem sich dynastische Unterfürstentümer (z. B. Armenien, Charakene, Elymais, Atropatene Media) herausbildeten. Die Zentralregierung war offenbar nur recht schwach ausgeprägt (trotz eines Königsrats), und die Macht der großen Adelshäuser war beträchtlich, sogar am Hofe des Königs; die ewigen Kämpfe zwischen König und Adel mögen auch mit ein Grund für den letztendlichen Niedergang des Partherreiches gewesen sein. Allerdings ist die Frage nach dem Aufbau des parthischen Staates und der Beziehung zwischen Großkönig und Adel Gegenstand von Forschungsdiskussionen; vieles ist bislang noch ungeklärt.
Kulturell und religiös zeigten die Parther eine große Toleranz, auch wenn die Könige eine besondere Nähe zum Zoroastrismus zeigten, und waren vor allem der hellenistischen Kultur gegenüber sehr aufgeschlossen. Westlicher Einfluss zeigt sich auf vielen Gebieten, und es wurden lange Zeit Münzen mit griechischer Legende geprägt; ebenso diente Griechisch wohl auch mit als Verwaltungssprache. Allerdings wurde nach der Zeitenwende wohl wieder stärker das iranische Element betont – vielleicht in bewusster Abgrenzung zu den Römern. Die parthischen Könige nahmen teils die achaimenidische Titulatur Großkönig und König der Könige auf – womöglich steckte dahinter auch ein politisches, vielleicht sogar nationales Konzept.

## Religion

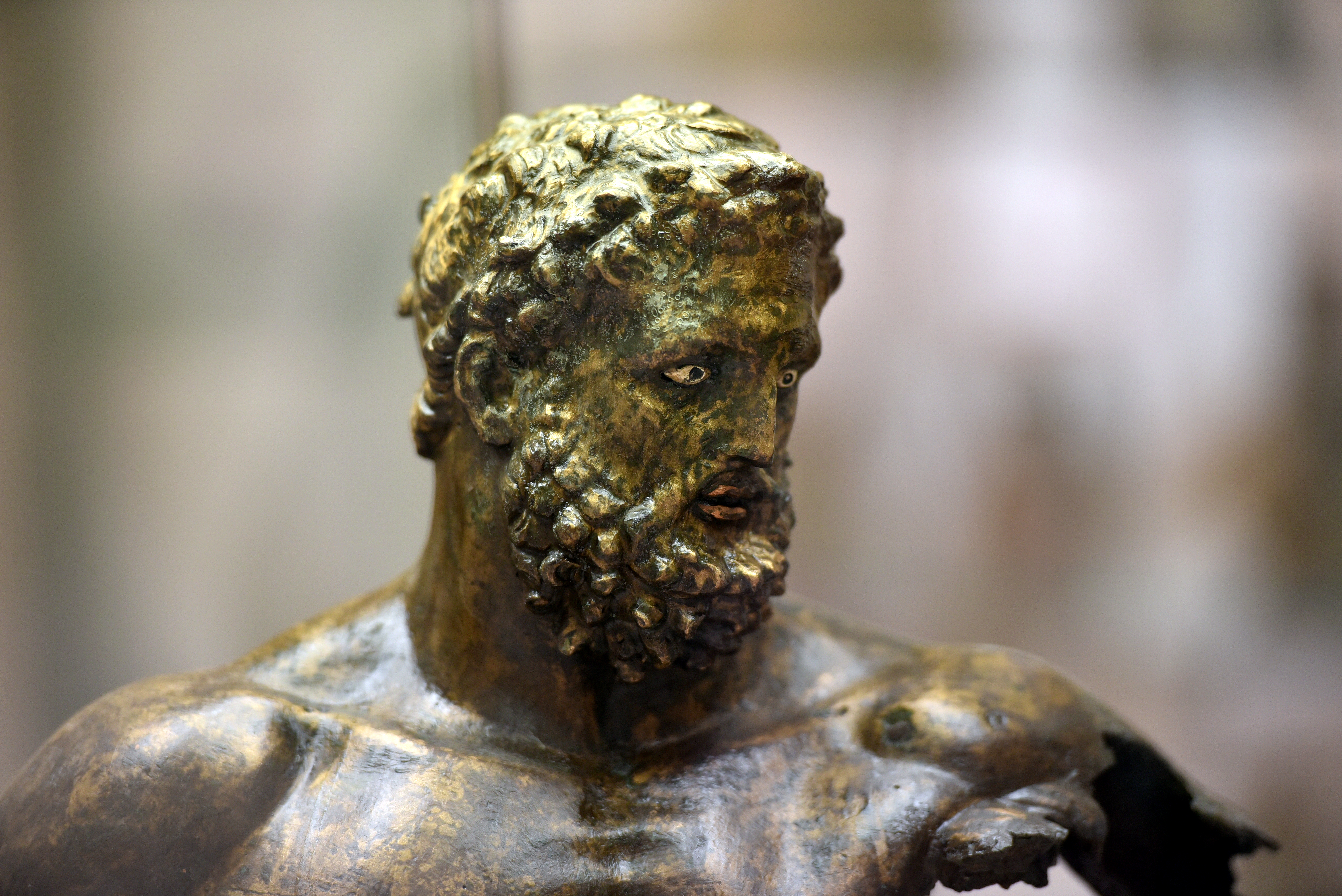
Statue des Herakles, der mit Verethragna gleichgesetzt wurde.

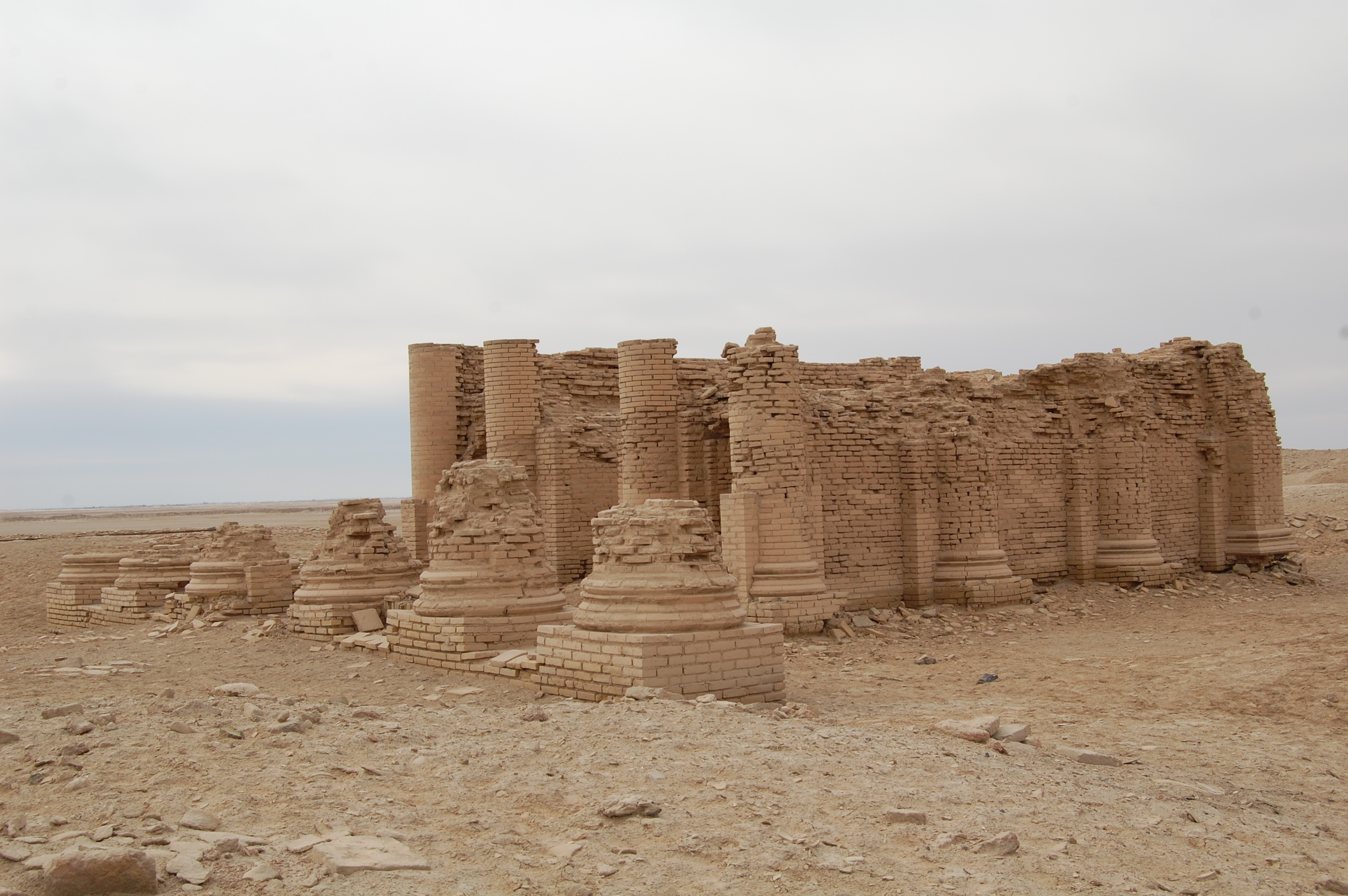
Ein parthischer Tempel in Uruk, in dem Gareus, eine sonst nicht bekannte Gottheit, verehrt wurde.

Wegen der unzureichenden Quellenlage ist es schwierig, ein einheitliches Bild zur Religion im Partherreich zu gewinnen. Das religiöse Leben an archäologisch ausreichend untersuchten Orten, vor allem in Dura Europos oder Hatra, ist vergleichsweise gut bekannt. Doch lagen diese Orte an der Peripherie des Reiches, wo alte, lokale Traditionen ununterbrochen weiterlebten.
Primär- aber auch umfangreichere Sekundärquellen zur Religion der eigentlichen Parther fehlen dagegen weitestgehend. Es gibt Hinweise, dass der iranische Zoroastrismus eine bedeutende Rolle spielte. Skythische Elemente, wie in der Verehrung der Tabiti (Hestia), sind auch belegt. Daneben wurde aber auch zahlreichen lokalen Gottheiten gehuldigt. Von Isidoros von Charax erfährt man, dass in Asaak, wo Arsakes I. sich hatte krönen lassen, das ewige Feuer gehütet wurde. Heilige, ständig brennende Flammen sind ein Merkmal des Zoroastrismus. Das Feuer wird im Zusammenhang mit der Erhebung von Arsakes I. zum König genannt. Ein ewiges Feuer in Verbindung mit dem Königtum scheint eine zentrale Rolle am Königshof gespielt zu haben. Weitere Quellen deuten an, dass die Ahnenverehrung eine wichtige Rolle spielte. Flavius Josephus nennt die Verehrung der väterlichen Götter. Mit diesen Elementen (Feuerverehrung und Ahnenkult) steht die Religion in einer Tradition mit der des Achämenidenreiches und dem folgenden Sassanidenreich. Eng verbunden mit der Frage des Zoroastrismus sind die Bestattungssitten. Im Zoroastrismus werden vor allem Himmelsbestattungen praktiziert. Das heißt, Leichen wurden nicht begraben oder verbrannt, sondern in Türmen niedergelegt und der Natur überlassen. Im Gegensatz dazu ist aus schriftlichen Quellen bekannt, dass sich in Nisa die Königsgrüfte befunden haben sollen. Dabei dürfte es sich um Körperbestattungen gehandelt haben, obwohl dies nicht explizit gesagt wird. Himmelsbestattungen sind ansonsten nicht mit Sicherheit bezeugt. Nekropolen bei Dura Europos, Susa oder Uruk enthielten zahlreiche Körperbestattung in Tonsärgen, oftmals mit reichen Beigaben (Keramik, Schmuck).
In der Ikonographie der offiziellen Quellen, hier sind vor allem die Münzen zu nennen, folgen die Parther weitestgehend hellenistischen Traditionen. Iranische Elemente, wie sie dann stark unter den Sassaniden begegnen, sind so gut wie nicht bezeugt.  Es bleibt unklar, inwieweit die hellenistischen Gottheiten mit parthischen Gottheiten identifiziert wurden. Auf einer Statue des Herakles aus Seleukia werden Herakles mit Verethragna und Apollon mit Tir identifiziert. Die Frage muss offen bleiben, ob man hinter allen Darstellungen hellenistischer Gottheiten iranische Gottheiten vermuten kann.
Insgesamt haben die Parther in Teilen ihres Reiches alte Traditionen weiterleben lassen. Es gab keine Mission parthischen Glaubens. In Dura Europos sind vor allem syrische Gottheiten weiter verehrt worden. In Susa blieb Nanaja die Hauptgöttin. Aus verschiedenen Quellen, wie dem Talmud, ist bekannt, dass das Judentum eine bedeutende Rolle im Reich spielte.

## Wirtschaft
Die wirtschaftliche Grundlage in weiten Teilen des Partherreiches war der Ackerbau, während das Nomadentum und die Viehwirtschaft in vielen Teilen des Reiches, vor allem dort, wo der Boden nicht für Ackerbau geeignet war, eine wichtige Rolle spielten. Neben den seit langem in den Gebieten des Reiches angebauten Getreiden taucht Reis zum ersten Mal in größerem Umfang auf. Auch der Weinanbau ist gut belegt. Im Persischen Golf spielte die Perlenfischerei eine wichtige Rolle. Hier wurde auch Baumwolle angebaut. Vor allem in Babylonien lässt sich im ersten Jahrhundert n. Chr. eine hohe Anzahl von Dörfern und kleineren Städten belegen, die weder vorher noch nachher übertroffen wurde und einen breiten Wohlstand unter parthischer Herrschaft bezeugen. Das dort schon seit langem bestehende Netz von Bewässerungskanälen wurde beibehalten und gewartet. Neben der Landwirtschaft spielte der Handel eine wichtige Rolle. In der Regierungszeit von Mithridates II. entstanden um 120 v. Chr. die ersten offiziellen Kontakte zu China. Dieses Ereignis gilt als Eröffnung der Seidenstraße. Weitere wichtige Handelsrouten im Rahmen des Indienhandels verliefen über den Persischen Golf nach Indien. Charax Spasinu galt als wichtige Hafenstadt zwischen Indien und der Mittelmeerwelt.
Die Parthische Währung beruhte auf dem Attischen Münzfuß. Es gab nur Bronze- und Silberprägungen. Diverse Vasallenstaaten, wie Charakene oder Elymais, hatten eigene Münzprägungen. Vor allem im zweiten Jahrhundert verschlechterte sich der Silbergehalt parthischer Prägungen, in den Vasallenstaaten früher als bei den eigentlichen parthischen Emissionen. Dies führte dazu, dass parthische Münzen nur noch lokal genutzt wurden.

## Kunst und Architektur

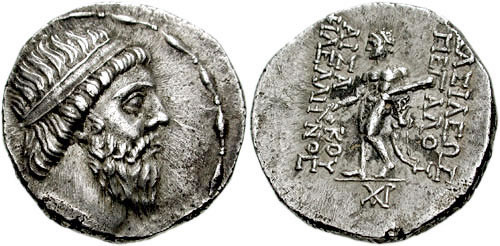
Münze von Mithridates I.

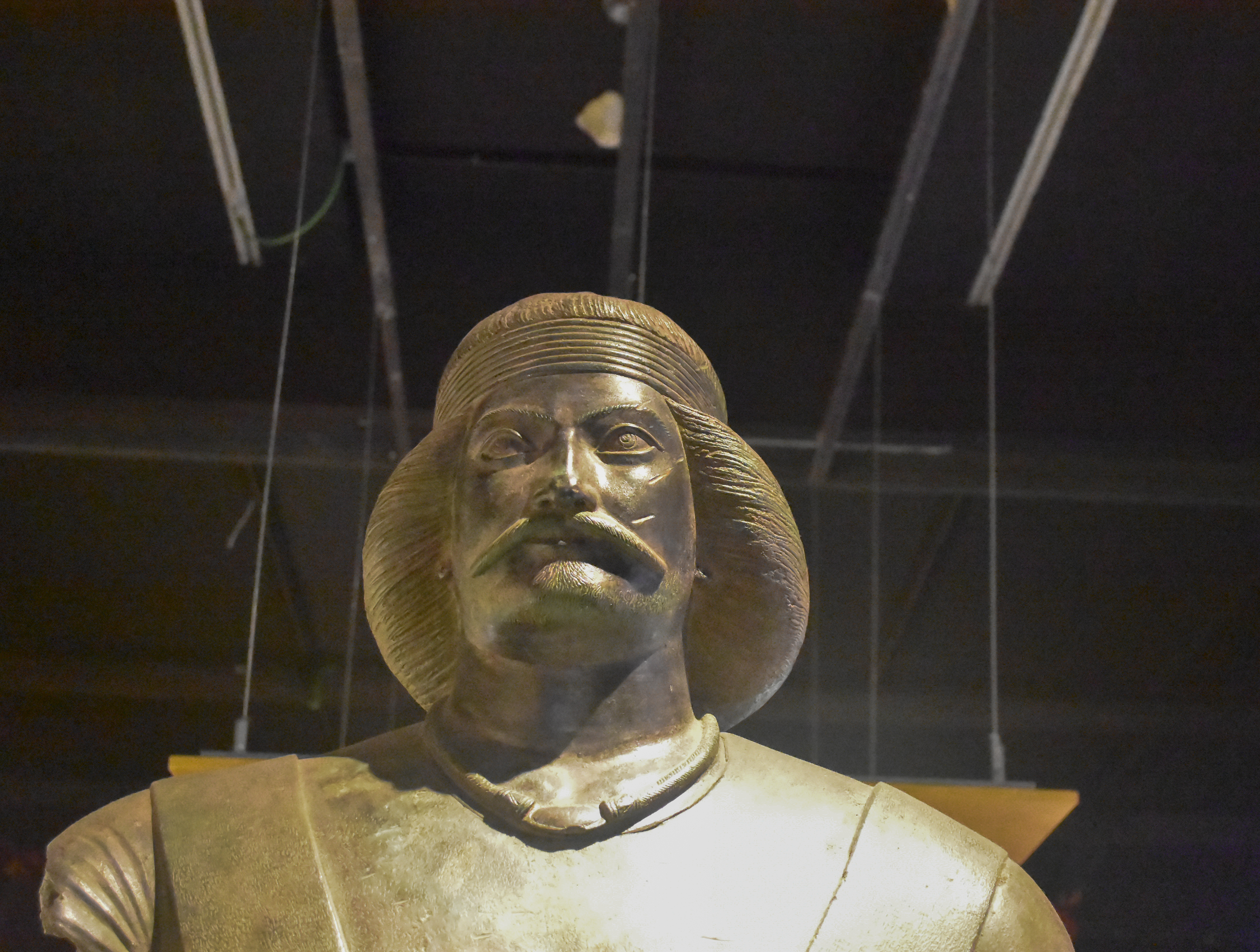
Statue eines parthischen Würdenträgers

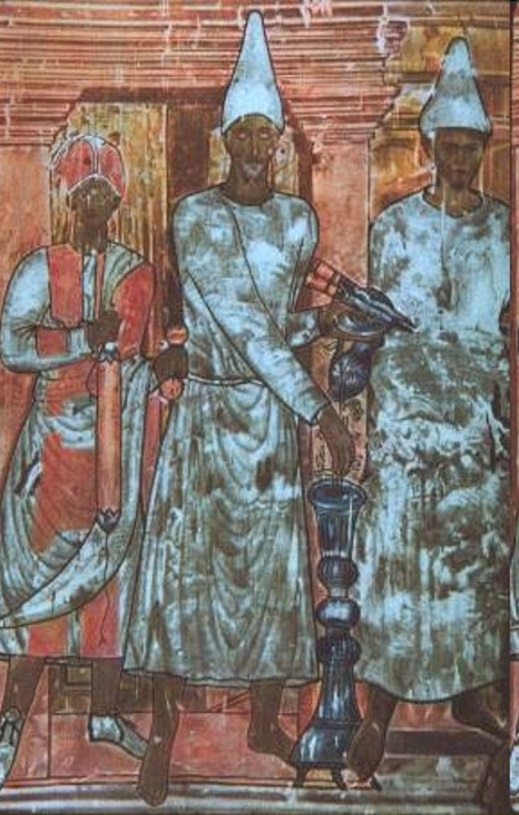
Wandmalerei aus dem Tempel der palmyrischen Götter in Dura Europos

Es bereitet Schwierigkeiten die Kunst des Partherreiches genau einzugrenzen. Vor allem konnte die Hauptstadt Ktesiphon bisher archäologisch nicht sicher lokalisiert werden. Die Kunst des Hofes ist damit nicht fassbar. Michael Rostovtzeff publizierte 1935 einen einflussreichen Aufsatz, in dem er das Kunstschaffen diverser syrischer Städte als Ausdruck parthischer Kunst ansah. Typisch für dieses Kunstschaffen ist vor allem eine strenge Frontalität in Malerei und Skulptur. Spätere Untersuchungen wiesen allerdings darauf hin, dass viele der besprochenen Kunstwerke, z. B. solche aus Palmyra, aber auch aus Dura Europos unter römischer Herrschaft entstanden sind. Die Kunst dieser Orte stammt darüber hinaus auch eher von der Peripherie des Reiches und nicht vom Zentrum. Ein weiteres Problem bei der zeitgenössischen Rezeption, was als parthische Kunst bezeichnet werden kann und deren Bewertung,  ist der starke Einfluss, klassischer, griechischer Kunst auf den modernen Betrachter. Die Kunst der Parther wurde lange Zeit als eine Kunst des Verfalls und der Dekadenz abgetan, da die ältere Forschung die griechische Kunst der Klassik als Vorbild nahm. Erst in letzter Zeit wird vermehrt die Eigenständigkeit und Originalität der parthischen Kunst erkannt.
Die parthische Kunst der vorchristlichen Jahrhunderte war stark von der hellenistischen beeinflusst. In Nisa, der ersten parthischen Königsstadt, fanden sich griechische Marmorskulpturen, Rhyta mit Szenen aus der griechischen Mythologie und griechischer Bauschmuck. Auch die Münzen dieser Zeit, wenn auch stilistisch etwas unbeholfen, orientieren sich an griechischen Vorbildern. Die Münzen von Mithridates I., der große Teile des seleukidischen Reiches eroberte, sind stilistisch kaum von denen hellenistischer Herrscher zu unterscheiden. Im Gegensatz etwa zu den Sassaniden prägten die Parther aber nur Silber- und Kupfermünzen.
Ab der Zeitwende lässt sich jedoch ein spezifisch parthischer Stil beobachten (wobei Werke im griechischen Stil wohl noch bis an das Ende der parthischen Periode nebenher produziert wurden). Vor allem im Flachbild, wie der Malerei und dem Flachrelief, aber auch in der Plastik ist ein deutlicher Trend zu beobachten, Figuren ausschließlich frontal darzustellen. Die Parther lösten sich in dieser Zeit also von dem griechischen Stil und entwickelten einen eigenen Stil, der zwar griechische Wurzeln hatte, aber trotz allem orientalisch ist. Die Frontaldarstellung im Flachbild ist so gut wie nicht von der orientalischen Kunst bekannt, war aber eine von vielen Darstellungsmöglichkeiten der hellenistischen Kunst. Sie wurde jetzt zum beherrschenden Stilelement. Die dargestellten Figuren sind ganz auf den Betrachter bezogen und selbst in erzählenden Darstellungen scheint es kaum eine Interaktion zwischen den einzelnen Figuren zu geben. Räumlichkeit und Perspektive werden reduziert. Die Figuren stehen meist nicht einmal auf einer Standfläche, sondern scheinen frei im Raum zu schweben. Auch die Plastik ist stark frontal orientiert. Die Figuren erscheinen statisch, wobei sie aber auch verklärt und transzendent wirken. Ein besonderer Zug der Plastik ist die Liebe zur Einzelheit. Waffen, Schmuck und selbst Stoffmuster sind detailliert wiedergegeben.
Parthische Kunst ist nicht nur aus dem Partherreich bekannt, sondern auch aus angrenzenden Gebieten wie Syrien. Auf dem Gebiet des Partherreiches verschwand sie mit der Ankunft der Sassaniden. Ihre strenge Frontalität und Transzendenz sollten einen bedeutenden Einfluss auf die byzantinische und die Kunst des Mittelalters haben.
In der Architektur kommt es zur Verfremdung griechischer Bauformen. Eine besondere Neuerung ist der Iwan, bei dem es sich um eine gewölbte, zu einer Seite hin offene Halle handelte. Der Iwan sollte von den Sassaniden perfektioniert werden und auch in der islamischen Architektur eine besondere Rolle spielen.
Zahlreiche Beispiele parthischer Militärarchitektur sind erhalten. Vor allem im Nordosten des Reiches, an der Grenze zu Zentralasien, wurden bedeutende Festungsanlagen errichtet, zweifellos um die wiederkehrenden Angriffe der aus dem Nordosten kommenden Nomaden abzuwehren. Zwei Traditionen im Bau von Festungsanlagen können beobachtet werden: Im Westen des Reiches, in Mesopotamien, griff man stark auf ältere Traditionen zurück, die hier über Jahrtausende entwickelt worden waren; im Osten des Reiches orientierte man sich dagegen an verschiedenen, anderen Traditionen Zentralasiens. Befestigungsanlagen in Zentralasien haben meist einen quadratischen oder einen rechteckigen Grundriss. Typisch sind Lehmziegelmauern, deren Außenseiten eng einander liegende Türme aufweisen. Die Ecktürme sind in der Regel besonders massiv. Die Tore sind nach verschiedenen Mustern erbaut. Es gibt einfache Eingänge, aber auch schleusenartige Konstruktionen. Stadtanlagen weisen oft ein vielschichtiges Verteidigungssystem auf mit einer stark befestigten Zitadelle. Die Große Mauer von Gorgan ist ein vielschichtiges Verteidigungssystem mit diversen kleineren und größeren Befestigungsanlagen. Das System wird oftmals als die Mauer von Alexander dem Großen beschrieben, obwohl es keine Belege dafür gibt, dass es auf diesen Herrscher zurückgeht. Die Stadt Hatra im Westen des Reiches wurde von einer runden Mauer mit vier Steintoren geschützt. Um die Stadt herum befanden sich diverse kleinere Festungen, die jeder Angreifer passieren musste.